# Kōji Kitao
Kōji Kitao (光司北尾 Kōji Kitao?) (Prefactura de Mie, 12 de agosto de 1963-Prefectura de Chiba, 10 de febrero de 2019) fue un luchador retirado de sumo, kárate y lucha libre profesional japonés, más conocido por su shikona Futahaguro Kōji. Kitao se hizo famoso por su carrera en el sumo, donde fue nombrado sexagésimo yokozuna de la historia en 1986. Sin embargo, luego de un escándalo ocurrido en 1987, se convertiría en el primer yokozuna en ser expulsado del sumo profesional, y también es el único yokozuna en no ganar ni un solo título en la división makuuchi (máxima división del sumo profesional). Su ascenso a yokozuna (máximo grado de sumo que puede alcanzar un luchador) fue considerado un error.
Tanto en el sumo como en otras disciplinas, Kitao es considerado uno de los luchadores más polémicos de Japón debido a su propensión a tener enfrentamientos reales con otros luchadores, siendo el primer yokozuna en ser degradado de su rango por estos motivos tras una discusión con su maestro. A pesar de su mala fama, Kitao fue considerado una celebridad en Japón, y fue publicitado como uno de los principales exponentes de los cuadriláteros nipones en su posterior carrera.

## Carrera como luchador de sumo

### Promoción ayokozuna
Después del torneo de marzo de 1986, la Asociación de Sumo del Japón se enfrentó a una difícil decisión, ya que sólo había un yokozuna en las listas y cinco ōzeki, con un sexto luchador (hoshi), ganador del torneo, también en ese grado. Por ello, la asociación decidió ascender a Kitao a yokozuna. Kitao no había ganado ningún torneo, pero la norma de "dos torneos o lo equivalente" que se usaba para elegir a los yokozunas fue interpretada más bien ambiguamente, y Kitao fue declarado yokozuna oficialmente con sólo 23 años. La asociación insistió en que Kitao no podía competir bajo su nombre, por lo que adoptó el shikona de Futahaguro, un nombre basado en dos famosos luchadores de su grupo, Futabayama y Haguroyama.

### Expulsión
La decisión de convertir a Kitao en yokozuna no resultó tan exitosa como se pretendía. Futahaguro no logró ganar ningún torneo, y sus combates no fueron especialmente brillantes. Además, su carrera nunca estuvo alejada de la polémica. Seis aprendices (tsukebito) de su grupo se negaron a servir bajo su mando cuando Kitao golpeó a uno de ellos en un entrenamiento. Sin embargo, el hecho más llamativo de este período llegó el 27 de diciembre de 1987, cuando Kitao tuvo una acalorada discusión con su maestro Haguroyama Sojō que culminó con Futahaguro ocasionando una falta de respeto contra Sojō y su esposa. No ha quedado claro lo que pasó, pero las fuentes variaban entre Kitao empujando bruscamente a la mujer para impedirle ayudar a su esposo en la reyerta y otra versión, más violenta, que hablaba de Kitao agrediendo insidiosamente a ambos. Los de la asociación de sumo debatieron el suceso y acordaron su expulsión, siendo el primer yokozuna en ser expulsado del sumo.

## Carrera como luchador profesional
Después de ser expulsado del mundo del sumo, Kitao que era colaborador habitual de varias revistas deportivas, empezó a captar sugerencias de sus fanes de entrar en la lucha libre profesional. Interesado en el tema, realizó un breve entrenamiento en Estados Unidos, en la American Wrestling Association. Durante esa era, Koji se definió a sí mismo como un "Sports Adventurer" (スポーツ冒険家 Supōtsu Bōken Ka?, 'Aventurero de los deportes').

### New Japan Pro Wresting (1990)
En 1990, Kitao firmó un contrato con New Japan Pro Wrestling, en cuyo dōjō recibió entrenamiento extra. El altamente anticipado debut de Koji en la empresa fue el 10 de febrero de 1990, en lo que sería una de las mayores afluencias de público a la NJPW en la época. Koji tuvo una entrada inusualmente ostentosa para un principiante, recibiendo una considerable ovación al subir al ring, y durante la lucha, derrotó a Crusher Bam Bam Bigelow, quien por entonces era considerado un heel imparable. Poco después del encuentro, Kitao entró en un feudo con Bigelow y con Big Van Vader, realizando varios combates con ellos. Por ese tiempo, Kitao se hizo conocido por su dureza en el ring, asestando golpes reales (stiff) y exteriorizando muy poco del daño que le infligían, rasgo parcialmente inspirado en el aura de invencibilidad de Hulk Hogan en Estados Unidos.
Su estancia en la NJPW no duró mucho, ya que fue despedido en julio por conducta irrespetuosa hacia Riki Choshu, a quien insultó en el vestuario con calificativos racistas sobre su ascendencia coreana en una discusión entre ambos.

### Super World of Sports (1990-1991)
En noviembre, Kitao se unió a Super World of Sports, una empresa dirigida por el también ex-sumo Genichiro Tenryu, con quien formó una gran amistad en la vida real. Comenzando a luchar como un tag team, ambos aparecieron en el evento de la World Wrestling Federation WrestleMania VII, derrotando a Demolition (Crush & Smash).
Kōji tendría su primera derrota en un controvertido combate contra otro antiguo sumo, John "Earthquake" Tenta. Días después, se propuso una revancha, en la que según los bookers Kitao debía perder de nuevo; sin embargo, el resultado fue otra lucha todavía más polémica. Una discusión que había empezado con Tenta -sabedor de que el combate no iría bien e instigado por The Great Kabuki- insultando a Kitao en el vestuario afloró durante el combate y ambos dejaron de seguir el guion, concluyendo en la interrupción del enfrentamiento por parte de los árbitros. Tras ello, Kitao agarró un micrófono y vociferó a la audiencia que la lucha libre profesional era falsa y que Tenta nunca podría vencerle de veras, mientras varios otros luchadores intentaban acallarle. Consecuentemente, Kitao fue expulsado con rapidez de la SWS.

### Union of Wrestling Forces International (1992-1994)
Tras su salida de la SWS, Kitao declaró una renovación en su carrera y se dedicó a aprender kárate, alcanzando el tercer grado de cinturón negro y permaneciendo inactivo de los cuadriláteros profesionales durante un año.
En 1992, Kitao volvió a la lucha libre cuando fue contratado por Union of Wrestling Forces International, una empresa de estilo shoot que buscaba la visión más realista de la lucha libre, similar a las artes marciales mixtas. Kitao, conocido por sus violentos arrebatos y salidas del guion, era idóneo para esta empresa. Después de derrotar a Kazuo Yamazaki, se estipuló un enfrentamiento el 23 de octubre entre Koji y Nobuhiko Takada, principal luchador de la promoción, en un combate predeterminado. Diversas discusiones antes de la lucha concluyeron en que debía acabar en un empate técnico, pero los desacuerdos continuaron incluso durante el combate y éste concluyó con Takada saliéndose de lo acordado y dejando inconsciente a Kitao con una patada a la cabeza, siendo por tanto declarado vencedor. A pesar de tal acto, Kitao le estrechó la mano cordialmente antes de dejar el estadio, sorprendiendo a los fanes.
Más tarde, Kitao comenzó a aparecer en eventos de artes marciales mixtas reales. Por esa época, Kōji empezaba a mostrar una personalidad muy diferente a su anterior temperamento rebelde, disculpándose de sus hechos pasados en una conferencia de prensa y afirmando adoptar el máximo respeto por sus oponentes. En 1994, Kitao fundó su propio gimnasio, el Bukō Dojo, en el que tuvo como aprendices a Masaaki Mochizuki, Takashi Okamura, Yoshikazu Taru y otros, quienes se convertirían en luchadores profesionales como él, uniéndose la mayoría al sistema Toryumon de Último Dragón.

### Wrestle Association R (1994-1998)
Posteriormente Kōji comenzó a aparecer en Wrestle Association R, la siguiente empresa de Genichiro Tenryu. Kitao presentó más tarde a sus seguidores del dojo, quienes formaron un stable de kárate a su servicio en WAR. A pesar de la mala fama conseguida a lo largo de su carrera, Kitao puso de su parte para convertirse en un face claro y se convirtió en uno de los principales reclamos de la empresa, llegando a aparecer en un evento de la New Japan Pro Wrestling para tener un combate por equipos contra Riki Choshu, con quien se reconcilió por sus pasadas acciones. A la vez, también apareció en eventos en Estados Unidos.
Kitao ganó el WAR 6-Man Tag Team Championship con su aprendiz Masaaki Mochizuki y con Nobukazu Hirai al derrotar a Koki Kitahara, Lance Storm & Nobutaka Araya, pero el título fue dejado vacante por la salida de Kitao de la empresa en octubre de 1998.

## Carrera como artista marcial mixto
Después de su participación en UWF-i con Nobuhiko Takada, Kitao tuvo su primer contacto con el mundo de las artes marciales mixtas (MMA), y años después, durante su carrera en WAR, debutó en las MMA enfrentándose infructuosamente a Pedro "The Pedro" Otavio en una lucha de vale tudo. Sin arredrarse, Kitao se desplazó a la empresa estadounidense Ultimate Fighting Championship y tuvo un combate contra Mark Hall, el cual fue ganado por Hall por parada médica después de fracturar la nariz de Kōji con un golpe. A su retorno a Japón, Kitao participó en la creación de PRIDE Fighting Championships, una empresa fundada por Takada para sustituir a la antigua UWF-i. En el primer evento de PRIDE, Kitao derrotó a Nathan Jones. El 11 de octubre de 1998, después de declarar que ya había hecho todo lo que quería hacer, Kitao celebró su ceremonia de retiro en el evento PRIDE 4.

## Retorno al sumo
En verano de 2003, Kitao hizo un sorprendente retorno al mundo del sumo cuando fue invitado como supervisor de entrenamiento en su antiguo establo Tatsunami, ahora bajo nueva dirección. Este retorno pudo ser gracias a que el antiguo jefe del establo, Haguroyama Sojō, había dejado la dirección en 1999 por acusaciones de malversación de los fondos del grupo, y por ello había sido sustituido por Haguroumi, que no era sino uno de los antiguos tsukebito de Kitao. A pesar de las malas relaciones que habían surgido entre ellos por el incidente de Kitao en 1987, Haguroumi pidió una revisión del caso, y finalmente se demostró que Sojō había falseado su testimonio para causar la expulsión de Kōji. Kitao trabajó como asesor principal del establo Tatsunami hasta que su salud empeoró.

## Vida personal y muerte
En 2013, Kitao fue diagnosticado con una enfermedad renal.
En el 29 de marzo de 2019, su mujer anunció su muerte el 10 de febrero por fallo renal crónico a la edad de 55 años. Ella dijo en una entrevista televisiva en junio de 2019 que su marido también padecía de diabetes y rechazó las recomendaciones médicas sobre una doble amputación de piernas, en su lugar le cuidó en casa junto a su hija.

## En lucha
- Movimientos finales
  - Kitao Driller (Over the shoulder sitout belly to belly piledriver)
  - Running jumping leg drop[13] - 1990-1991

- Movimientos de firma
  - Thunderstorm (Cloverleaf giant swing)
  - Abdominal strecht
  - Arm triangle choke[14]
  - Axe kick a la nuca del oponente[11]
  - Belly to back suplex
  - Cobra clutch legsweep[14]
  - Cross armbar[15]
  - Elbow smash[14]
  - Fujiwara armbar[11]
  - Jumping big boot al pecho de un oponente cargando[14]
  - Kimura lock
  - Knee strike a la cabeza del oponente
  - Múltiples stiff low kicks a las piernas del oponente[16]
  - Running lariat[14]
  - Running jumping knee strike al estómago del oponente[14][12]
  - Running senton[17]
  - Sharpshooter
  - Shoot kick
  - Side belly to belly suplex[12]
  - Sleeper hold
  - Spin kick
  - STF[16]
  - Ura-nage[16]
  - Vertical suplex

## Campeonatos y logros
- Kitao Dojo
  - Bukō Dojo Tournament (1995)[18]

- Super World of Sports
  - One Night Tag Team Tournament (1990) - con Genichiro Tenryu

- Wrestle Association R
  - WAR World Six-Man Tag Team Championship (1 vez) - con Nobukazu Hirai & Masaaki Mochizuki

- Pro Wrestling Illustrated
  - Situado en el Nº113 en los PWI 500 de 1996[19]

- Tokyo Sports Grand Prix
  - Premio tópico (1990)[20]

## Registros

### Sumo
| Año (Honbasho) | Hatsu Basho (enero) (ciudad de Tokio) | Haru Basho (marzo) (ciudad de Osaka) | Natsu Basho (mayo) (ciudad de Tokio) | Nagoya Basho (julio) (ciudad de Nagoya) | Aki Basho (septiembre) (ciudad de Tokio) | Kyushu Basho (noviembre) (ciudad de Fukuoka) | Victorias / Derrotas / Ausencias |
| 1979           | ─                                     | Maezumo Hatsu Dohyō 0 - 0            | Jonokuchi 5 Este 7 - 0               | Jonidan 21 Este 4 - 3                   | Jonidan 2 Este 4 - 3                     | Sandanme 78 Este 4 - 3                       | 19 - 9                           |
| 1980           | Sandanme 56 Oeste 4 - 3               | Sandanme 40 Oeste 2 - 5              | Sandanme 69 Oeste 4 - 3              | Sandanme 55 Este 4 - 3                  | Sandanme 36 Este 5 - 2                   | Sandanme 9 Oeste 4 - 3                       | 23 - 19                          |
| 1981           | Makushita 55 Oeste 4 - 3              | Makushita 40 Oeste 5 - 2             | Makushita 23 Este 4 - 2              | Makushita 15 Oeste 3 - 4                | Makushita 21 Oeste 4 - 3                 | Makushita 13 Oeste 4 - 3                     | 24 - 18                          |
| 1982           | Makushita 9 Este 3 - 4                | Makushita 15 Este 0 - 1 - 6          | Makushita 50 Este 6 - 1              | Maksuhita 22 Este 5 - 2                 | Makushita 11 Oeste 4 - 3                 | Makushita 9 Oeste 3 - 4                      | 21 - 15 - 6                      |
| 1983           | Makushita 15 Este 4 - 3               | Makushita 12 Este 4 - 3              | Makushita 7 Este 4 - 3               | Makushita 3 Este 2 - 3 - 2              | Makushita 18 Este 6 - 1                  | Makushita 4 Oeste 4 - 3                      | 24 - 18                          |
| 1984           | Jūryō 13 Este 8 - 7                   | Jūryō 9 Este 10 - 5                  | Jūryō 7 Este 10 - 5                  | Jūryō 1 Oeste 12 - 3                    | Maegashira 8 Oeste 8 - 7                 | Maegashira 3 Oeste 8 - 7                     | 56 - 34                          |
| 1985           | Komusubi 1 Oeste 10 - 5               | Komusubi 1 Este 10 - 5               | Sekiwake 1 Oeste 6 - 6 - 3           | Maegashira 1 Este 12 - 3                | Sekiwake 1 Oeste 11 - 4                  | Sekiwake 1 Oeste 12 - 3                      | 61 - 26 - 3                      |
| 1986           | Ōzeki 2 Este 10 - 5                   | Ōzeki 1 Oeste 10 - 5                 | Ōzeki 1 Este 12 - 3                  | Ōzeki 1 Este 14 - 1                     | Yokozuna 1 Oeste 3 - 4 - 8               | Yokozuna 1 Oeste 12 - 3                      | 61 - 21 - 8                      |
| 1987           | Yokozuna 1 Oeste 12 - 3               | Yokozuna 1 Oeste 7 - 3 - 5           | Yokozuna 1 Oeste 10 - 5              | Yokozuna 1 Oeste 8 - 7                  | Yokozuna 2 Este 9 - 6                    | Yokozuna 2 Oeste 13 - 2                      | 59 - 26 - 5                      |
| 1988           | Yokozuna 2 Este 0 - 0 - 15            | ─                                    | ─                                    | ─                                       | ─                                        | ─                                            | 0 - 0 - 15                       |

### Artes marciales mixtas
| Resultado | Récord | Oponente     | Método                  | Evento                         | Fecha                 | Ronda | Tiempo | Localización                      | Notas |
| --------- | ------ | ------------ | ----------------------- | ------------------------------ | --------------------- | ----- | ------ | --------------------------------- | ----- |
| Victoria  | 1-2    | Nathan Jones | Sumisión (Kimura lock)  | PRIDE 1                        | 11 de octubre de 1997 | 1     | 2:04   | Tokio, Japón                      |       |
| Derrota   | 0-2    | Mark Hall    | TKO (parada del médico) | UFC 9                          | 17 de mayo de 1996    | 1     | 0:40   | Detroit, Míchigan, Estados Unidos |       |
| Derrota   | 0-1    | Pedro Otavio | Sumisión (codazos)      | Universal Vale Tudo Fighting 1 | 5 de abril de 1996    | 1     | 5:49   | Tokio, Japón                      |       |

## Filmografía
| Título    | Papel            | Año  |
| The Quest | Luchador japonés | 1996 |

## Libros publicados
- Shaberu Zo! (1988)
- Kitao Koji no Sumo Kai Iisute Gomen (1989)